# Коттон Боул
«Ко́ттон Бо́ул» (Cotton Bowl с англ. — «хлопковая чаша»; в 1930—1936 годах — «Фэйр Парк Стадиум», Fair Park Stadium) — многофункциональный стадион в городе Даллас штата Техас, США. Стадион построен и открыт в 1930 году.
В 1968, 1994 и 2008 годах реконструирован, в 1948, 1949, 1994 и 2008 годах с расширением. Вместимость арены составляет 92 100 зрителей. Рекорд посещаемости 96 009 зрителей.

## Важные спортивные события
| Дата         | Сборные               | Соревнование                               |
| ------------ | --------------------- | ------------------------------------------ |
| 14 июля 2021 | Гватемала 0:3 Мексика | Золотой кубок КОНКАКАФ 2021, матч группы A |
| 18 июля 2021 | Мексика 1:0 Сальвадор | Золотой кубок КОНКАКАФ 2021, матч группы A |